# Yacuma (fiume)
Lo Yacuma (in spagnolo Río Yacuma) è un fiume della Bolivia che scorre nel Dipartimento di Beni. Nasce dalle ultime montagne delle Ande al confine con il Dipartimento di La Paz. Scorre per circa 570 km, gettandosi infine nel fiume Mamoré. Durante il suo percorso riceve numerosi affluenti, tra i quali i principali sono il fiume Rápulo, San Geronimo e Bio.